# Wyścig szczurów (singel)
Wyścig szczurów – utwór Tedego, wydany w 2001 roku jako singel promujący album S.P.O.R.T.

## Charakterystyka
W utworze wykorzystano sample z piosenki „Pomidory” Ewy Bem.
W warstwie tekstowej Tede krytykuje młodych ludzi, którzy pracując dla korporacji, rezygnowali z przyjaźni i zainteresowań, za priorytety stawiając sobie pieniądze, samochody i używki. Raper przekonuje, że lepsze od takiego życia jest tworzenie muzyki. Ostatecznie zatem w konfrontacji Tedego z pracownikiem korporacji triumfuje raper.

## Wydanie i odbiór
Utwór został wydany w połowie kwietnia 2001 roku w formie maxi singla przez wydawnictwo R.R.X.. 12 czerwca 2021 roku z okazji Record Store Day wytwórnia Wielkie Joł wydała limitowaną (700 sztuk) edycję maxi singla na LP.
Utwór zajął pierwsze miejsce na liście przebojów Radiostacji. Utwór znalazł się także na liście 120 utworów na 20 lat hip-hopu, opracowanej przez T-Mobile w 2012 roku.
Sample z „Wyścigu szczurów” wykorzystali m.in. Numer Raz w utworze „Ławka, chłopaki z bloków” (2004) oraz Bonez w „Człowieku orkiestrze” (2017).

## Lista utworów

### CD, 2001
1. „Wyścig szczurów / LP Mix Radio” (4:05)
2. „Wyścig szczurów / Mario Remix Radio” (4:35)
3. „Ja trwam / DJ.Buhh Remix Radio” (3:45)
4. „Wyścig szczurów / TDF Remix Radio” (4:00)
5. „Odcinam się… / LP Mix Radio” (3:37)
6. „Wyścig szczurów / 600V Remix” (4:28)
7. „Wyścig szczurów / IGS Remix” (4:27)
8. „Wyścig szczurów / LP Mix” (4:05)
9. „Wyścig szczurów / Mario Remix” (4:35)
10. „Wyścig szczurów / TDF Remix” (4:00)
11. „Kombosy / Mario Remix” (3;47)
12. „Wyścig szczurów / LP Mix Instrumental” (4:05)
13. „Wyścig szczurów / Mario Remix Instrumental” (4:35)
14. „Odcinam się… / LP Mix Instrumental” (3:37)
15. „Wyścig szczurów / TDF Remix Instrumental” (4:00)
16. „Ja trwam / DJ.Buhh Remix Instrumental” (3:46)

### LP, 2021
1. „Wyścig szczurów LP Mix” (4:05)
2. „Wyścig szczurów TDF Remix” (4:00)
3. „Wyścig szczurów 600V Mix” (4:28)
4. „Wyścig szczurów Mario Remix” (4:35)
5. „Wyścig szczurów Instrumental” (4:05)
6. „Wyścig szczurów ISG Remix” (4:27)
7. „Ja trwam DJ Buhh Remix” (3:46)
8. „Kombosy Mario Remix” (3:47)